# .gr
.gr jest domeną internetową przypisaną do stron internetowych z Grecji. Została utworzona 19 lutego 1989. Zarządza nią Ίδρυμα Τεχνολογίας και Έρευνας (ΙΤΕ) Ινστιτούτο Πληροφορικής (Foundation for Research & Technology – Hellas. Institute of Computer Science).